# ملکه رقصان (آلبوم)
ملکه رقصان (انگلیسی: Dancing Queen) بیست و ششمین آلبوم استودیویی خوانندهٔ آمریکایی شر که در سال ۲۰۱۸
توسط شرکت وارنر رکوردز منتشر شد. این آلبوم شامل بازخوانی ترانه‌های ضبط‌شده ابرگروه سوئدی موسیقی پاپ آبا است و عنوان آلبوم برگرفته از تک‌آهنگ عنوان ۱۹۷۶ آنها «ملکه رقصان» است. این آلبوم به دنبال حضور شر در فیلم موزیکال ماما میا! دوباره شروع کنیم (۲۰۱۸) منتشر شد.
این آلبوم با موفقیت انتقادی و تجاری همراه بود و در رتبه سوم بیلبورد ۲۰۰ ایالات متحده قرار گرفت با فروش هفته اول آن معادل ۱۵۳٬۰۰۰ واحد آلبوم بود که آن را تبدیل به بالاترین فروشِ هفتهٔ نخست آلبوم شر در ایالات متحده نمود. این آلبوم همچنین در ۱۸ کشور دیگر در میان ده آلبوم برتر قرار گرفت که ۹ مورد از آن‌ها پنج آلبوم برتر بودند. از مارس ۲۰۱۹، ملکه رقصان از میوزیک کانادا گواهینامهٔ طلا و از صنعت ضبط صدای بریتانیا گواهینامهٔ نقره دریافت کرد.

## فهرست ترانه‌ها
همه ترانه را بنی آندشون، بیورن اولویوس و استیگ آندشون نوشته‌اند و تهیه‌کنندهٔ آنها مارک تیلور (آهنگ‌های ۱ تا ۷، ۹ و ۱۰) و بنی آندشون (ترانه ۸) بودند مگر آنکه نام دیگری ذکر شده باشد.
| فهرست ترانه‌های آلبوم | فهرست ترانه‌های آلبوم                    | فهرست ترانه‌های آلبوم | فهرست ترانه‌های آلبوم |
| شماره                | نام                                     | نویسنده(ها)          | مدت                  |
| -------------------- | --------------------------------------- | -------------------- | -------------------- |
| ۱.                   | «ملکه رقصان»                            |                      | ۳:۴۲                 |
| ۲.                   | «بده! بده! بده! (مردی را پس از نیمه‌شب)» | آندشون اولویوس       | ۴:۱۱                 |
| ۳.                   | «هدف اساسی»                             |                      | ۴:۴۸                 |
| ۴.                   | «اس‌اواس»                                |                      | ۳:۲۲                 |
| ۵.                   | «واترلو»                                |                      | ۲:۵۲                 |
| ۶.                   | «ماما میا»                              |                      | ۳:۳۴                 |
| ۷.                   | «چیکیتیتا»                              | آندشون اولویوس       | ۵:۱۴                 |
| ۸.                   | «فرناندو»                               | آندشون، تیلور[a]     | ۳:۵۷                 |
| ۹.                   | «همه‌چیز به برنده تعلق دارد»             | آندشون اولویوس       | ۴:۳۲                 |
| ۱۰.                  | «یکی از ما»                             | آندشون اولویوس       | ۳:۵۳                 |
| مجموع مدت:           | مجموع مدت:                              | مجموع مدت:           | ۴۰:۰۵                |

یادداشت
- ^  نشانهٔ تهیه‌کنندهٔ بخش آوازی است.

## جداول موسیقی
| جدول (۲۰۱۸)                                          | بالاترین رتبه |
| ---------------------------------------------------- | ------------- |
| آلبوم‌های استرالیایی (ای‌آرآی‌ای)                       | ۲             |
| آلبوم‌های اتریشی (آلبوم‌های او۳)                       | ۴             |
| آلبوم‌های بلژیکی (اولتراتاپ فلاندرز)                  | ۷             |
| آلبوم‌های بلژیکی (اولتراتاپ والونیا)                  | ۱۹            |
| آلبوم‌های کانادایی (بیلبورد)                          | ۲             |
| آلبوم های بین المللی کرواسی (اچ‌دی‌یو)                 | ۶             |
| آلبوم‌های چک (سی‌ان‌اس آی‌اف‌پی‌آی)                        | ۱۰            |
| آلبوم های وینیل دانمارکی (هیت‌لیستن)                  | ۳۶            |
| آلبوم‌های هلندی (جدول‌های هلند)                        | ۱۸            |
| آلبوم‌های فرانسوی (اس‌ان‌ئی‌پی)                          | ۷۰            |
| آلبوم‌های آلمانی (۱۰۰ آلبوم برتر رسمی)                | ۵             |
| آلبوم‌های یونانی (آی‌اف‌پی‌آی)                           | ۲۱            |
| آلبوم‌های مجارستانی (ماهاز)                           | ۵             |
| آلبوم‌های ایرلندی (انجمن صنعت ضبط ایرلند)             | ۱۰            |
| آلبوم‌های ایتالیایی (فیمی)                            | ۸             |
| آلبوم‌های نیوزیلندی (آرام‌ان‌زد)                        | ۲             |
| آلبوم‌های لهستانی (زدپی‌ای‌وی)                          | ۴۱            |
| آلبوم‌های پرتغالی (ای‌اف‌پی)                            | ۹             |
| آلبوم‌های اسکاتلندی (شرکت جدول‌های رسمی)               | ۲             |
| آلبوم‌های اسلواکی (فدراسیون بین‌المللی صنعت فونوگرافی) | ۱۳            |
| آلبوم‌های آفریقای جنوبی (ری‌سا)                        | ۷             |
| آلبوم‌های اسپانیایی (پروموزیکای)                      | ۲             |
| آلبوم‌های سوئدی (برترین‌های سوئد)                      | ۷             |
| آلبوم‌های سوئیسی (جدول موسیقی سوئیس)                  | ۶             |
| آلبوم‌های بریتانیا (شرکت جدول‌های رسمی)                | ۲             |
| بیلبورد ۲۰۰ ایالات متحده                             | ۳             |

| جدول (۲۰۱۸)                                     | رتبه |
| ----------------------------------------------- | ---- |
| آلبوم‌های مجارستان (انجمن شرکت‌های ضبط مجارستانی) | ۶۱   |
| جدول آلبوم‌های بریتانیا (او‌سی‌سی)                 | ۹۱   |
| بیلبورد ۲۰۰ آمریکا                              | ۱۹۳  |

## گواهینامه‌ها و فروش
| منطقه                                   | گواهی | واحد گواهی‌شده/فروش |
| --------------------------------------- | ----- | ------------------ |
| کانادا (میوزیک کانادا)                  | طلا   | ۴۰٬۰۰۰             |
| بریتانیا (بی‌پی‌آی)                       | نقره  | ۶۰٬۰۰۰             |
| آمریکا                                  | —     | ۱۵۰٬۰۰۰            |
| رقم فروش+پخش جاری تنها بر پایهٔ گواهی‌ها. |       |                    |